# Guillermo Quirós Pintado
Guillermo Quirós Pintado (Gijón, 26 de febrero de 1948-Ibidem., 9 de octubre de 2018) fue un abogado español. Presidente de la Cámara Oficial de Comercio, Industria y Navegación de Gijón y miembro de los consejos de administración de Duro Felguera y Mina La Camocha.

## Biografía

### Quirós Abogados
Hijo de Guillermo R. Quirós, abogado y político, natural de Pola de Siero. Su padre, junto con otras personas, fundó el Ateneo Jovellanos, y en 1941 el bufete Quirós Abogados. En este bufete comenzó Guillermo su carrera profesional. 
En 1986, tras el fallecimiento de su padre, Guillermo se hizo cargo del despacho. Colegiado en los Colegios de Abogados de Oviedo y Gijón (1976), se especializó en Derecho de Empresa. Vinculado a la constitución, gestión y asesoramiento de entidades diversas —fundaciones, sociedades o empresas— de los sectores más variados —Alimentación, Banca, Comercio, Conservas, Deporte, Energía, Industria Química, Metal, Servicios y Transporte—. Gracias a la experiencia acumulada en el mundo empresarial fue consejero y letrado asesor de los órganos de administración de diversas empresas de ámbito nacional e internacional.
Desde 2005, su hijo mayor, Guillermo Quirós Llano comenzó a colaborar con él, y desde 2009 dirige el bufete, especializado en la asesoría de empresas.

### Cámara Oficial de Comercio, Industria y Navegación de Gijón
Entre 1998 y 2006, fue presidente de la Cámara, sustituyendo a Claudio Fernández Junquera Durante su mandato, en la presidencia de la corporación cameral, acometió diversas actuaciones: la construcción del  nuevo Pabellón Central; el traslado de la sede de la Cámara desde la calle Instituto a la carretera de Somió; la entrada principal del Recinto Ferial Luis Adaro, junto con su plaza y la construcción de diversos pabellones como los del Principado, del Ayuntamiento de Gijón o del Banco Herrero, con lo que impulsó la modernización del recinto ferial Luis Adaro. Guillermo Quirós, al igual que los presidentes que le antecedieron, Luis Adaro y Claudio Fernández Junquera, logró preservar la identidad propia de la Cámara de Comercio de Gijón, para diferenciar sus fines como corporación de derecho público de los de una organización patronal, y para que sus medios fueran destinados al único objeto de potenciar el Consorcio del Recinto Ferial.

### Vida personal
Casado con Carmen Llano, farmacéutica. El matrimonio tuvo cuatro hijos: Guillermo (abogado), Fernando (consultor de marketing digital), Carmen y Rodrigo (farmacéuticos) y cuatro nietos: Carmen, Víctor, Estrella y Fernando.
Guillermo, hombre de profundas convicciones religiosas, supo personificar la idiosincrasia de la ciudad, cultivando numerosas amistades en las muy diversas ocupaciones a las que se dedicó. Prueba de ello fueron la afluencia de representantes de todas las capas de la sociedad gijonesa que pasaron por su capilla ardiente y por su funeral: sus compañeros de la Cámara de Comercio, los presidentes de varios clubes deportivos de Gijón: Antonio Mortera (Club de Golf de Castiello), Antonio Corripio (Real Grupo de Cultura Covadonga) o Félix Fernández (Real Club de Tenis), Justo Rodríguez Braga, exsecretario general de UGT Asturias, Javier Vidal García, exdelegado en Asturias de la Sociedad General de Autores (SGAE) y coordinador de Ciudadanos en Avilés, Álvaro Muñiz Director de la Feria Internacional de Muestras, Belarmino Feito Presidente de la Federación Asturiana de Empresarios (FADE), Luis Torres Presidente de la Cocina Económica, Fernando González Landa Expresidente de la Confederación Hidrográfica del Norte (CHN) y de la Confederación Hidrográfica del Cantábrico, Paz Fernández Felgueroso exalcaldesa de Gijón, y tres expresidentes del Principado: Pedro de Silva, Vicente Álvarez Areces Senador de la FSA-PSOE y Francisco Álvarez-Cascos Vicepresidente de Foro Asturias. Todos ellos coincidieron en destacar su «simpatía, buen humor e ingenio», junto con su interés en la política regional asturiana: «además de un excelente profesional y un gran jurista, Quirós era un gijonés de pro que amaba la ciudad por encima de todo». Pero lo más importante de él «es que era una maravillosa persona, un excelente amigo, simpático y generoso como es difícil imaginar a alguien»

### Homenajes
La Fundación Museo Evaristo Valle junto con el Aula de Cultura del diario gijonés El Comercio, organizó un recital en memoria de Guillermo Quirós. El acto homenaje contó con la presencia de David Abrahamyan (viola), miembro solista de Salzburg Chamber Soloists, Russian Virtuosy of Europe y Orkest der Lage Landen, y de Olga Zado (piano), que había trabajado con diversas orquestas europeas como la Filarmónica Nacional de Ucrania y la Orquesta Sinfónica de Bari.

## Cargos ocupados
- Vicepresidente del Patronato de  la Fundación del Museo Evaristo Valle.
- Secretario de la Junta Directiva de la Asociación Gijonesa de la Caridad - Cocina Económica
- Vicesecretario del Ateneo Jovellanos  de Gijón
- Vocal del Patronato de la Fundación Escuela de Negocios de Asturias (FENA)
- Vocal del Patronato de la Fundación Foro Jovellanos de Gijón
- Vocal del Patronato de la Fundación José Cardín de Villaviciosa
- Vocal del Patronato de la Fundación Ateneísta de Asturias.
- Miembro del Consejo de Administración del Centro Municipal de Empresas de Gijón
- Miembro de la Junta Directiva de la Federación Asturiana de Empresarios (FADE)
- Miembro de la Junta Directiva de la Federación del Metal e Industrias Afines de Asturias (FEMETAL)
- Vocal  de la Fundación de la Energía
- Miembro de la Comisión de Asuntos Sociales de la Federación Española de la Industria Eléctrica (FEIE)
- Presidente de la Cámara Oficial de Comercio, Industria y Navegación de Gijón
- Miembro del Pleno y del Comité Ejecutivo del Consejo Superior de Cámaras de España (1998-2006).
- Consejero y Vicepresidente del Consejo de Administración de la Autoridad Portuaria de Gijón (1998-2006)
- Consejero y posteriormente Secretario del Consejo de Duro Felguera S.A y Jefe de sus servicios Jurídicos.
- Consejero del Consejo de Administración del grupo El Gaitero.
- Jefe de los servicios Jurídicos de Mina La Camocha S.A. y de Compañía Eléctrica de Langreo
- Miembro del Tribunal Económico Administrativo de Gijón